# Tipula arjunoides
Tipula arjunoides är en tvåvingeart som beskrevs av Alexander 1961. Tipula arjunoides ingår i släktet Tipula och familjen storharkrankar.
Artens utbredningsområde är Pakistan. Inga underarter finns listade i Catalogue of Life.